# 尤丹諾·范圖拉
尤丹諾·范圖拉·赫南德茲 (Yordano Ventura Hernández; 西班牙語發音：[ɟʝorˈðano βenˈtuɾa]; 1991年6月3日—2017年1月22日)曾是一位隸屬美國職棒大聯盟堪薩斯市皇家隊的職業棒球先發投手。
他曾兩次獲選入小聯盟未來之星明星賽，為備受期待的新秀之一。2013年9月17日，范圖拉大聯盟初登板面對克里夫蘭印地安人隊5.2局失1分無關勝負。以速球型投手知名，他的快速球在球員生涯中最快可達102mph(約164km/h)。皇家隊贏得2015年世界大賽的冠軍隊成員之一。2017年1月22日，范圖拉因車禍而逝世，得年25歲。

## 早年生活
范圖拉於1991年在多明尼加共和國的聖塔芭芭拉-山美納出生。他在14歲時輟學後曾於建造業工作一段時間，直至他參加了堪薩斯市皇家隊的一個體育學院。

## 去世
2017年1月22日, 范圖拉在一場發生於多明尼加共和國Juan Adrián的車禍中逝世。

## 外部連結
- 球員資訊和成績在MLB ，ESPN ，Retrosheet ，Baseball Reference ，Baseball Reference (Minors) ，Fangraphs ，The Baseball Cube （英文）
- Yordano Ventura的X（前Twitter）
- Yordano Ventura的Instagram帳戶